# Manden i månen (film fra 1986)
Manden i månen er en dansk dramafilm fra 1986, instrueret af Erik Clausen. Filmen modtog en Bodil for bedste danske film.

## Handling
En mand har siddet i fængsel i seksten år efter et affektdrab på sin kone som han elskede højt. Nu søger han at skabe sig en ny tilværelse i et udeltagende samfund hvor han kun finder varme og fællesskab hos de tyrkiske indvandrere. Først og fremmest vil han dog forsøge at komme til forståelse med den datter der hidtil har hadet ham.